# 梶原聡
梶原 聡（かじわら さとる、1974年5月16日 - ）は日本の元俳優・元歌手。『ゴールド・ラッシュ!』（フジテレビ）出身。

## 主な出演作品

### 映画
- 新・百合族2（1994年）
- 横浜ばっくれ隊 夏の湘南純愛篇（1994年） - 主演・成田常松 役
  - 横浜ばっくれ隊 純情ゴロマキ死闘篇（1995年） - 同上
- すももももも（1995年） - 勇飛 役
- DAN-GAN教師（1995年）
- 武闘の帝王 完結編（1995年） - 瀬田裕二 役
- 勝手にしやがれ!! 脱出計画（1995年）
- BAD GUY BEACH（1995年） - 達也 役
- タイム・リープ（1997年） - 香坂賢一 役
- 蜘蛛の瞳（1998年）

### テレビドラマ
- 連続テレビ小説「走らんか!」（1995年 - 1996年） - 島田信治 役

## ディスコグラフィー

### シングル
1. もうすぐ君が風になる（1992年10月7日）
  - 作詞：松井五郎／作曲：松田博幸／編曲：佐藤準
  - デビュー曲。最高位49位。
2. 君を守る僕になりたい（1993年3月19日）
  - 作詞：真名杏樹／作曲：都志見隆／編曲：門倉聡
3. PURE BLUE（1993年9月17日）
  - 作詞：秋谷銀四郎／作曲：古田智隆／編曲：門倉聡

### b・m・b(石原慎一とのユニット)
1. b・m・b（1996年7月24日）
  - CHAINREACTION
  - Wild,Sexy,Cool～MOON RESPIRATION
  - TAKE YOUR DREAM
  - 勇気出して
  - この地球の下で
  - Survive!!
  - LET'S GET TOGETHER
  - No More Game
  - いつも いつも いつも
  - ONLY YOU

| スタブアイコン | サブスタブ | この項目は、まだ閲覧者の調べものの参照としては役立たない、俳優（男優・女優）に関連した書きかけの項目です。この項目を加筆・訂正などしてくださる協力者を求めています（P:映画/PJ芸能人）。 |